# Ланской, Александр Дмитриевич
Александр Дмитриевич Ланской (1758, Смоленская губерния — 1784, Царское Село) — генерал-поручик, генерал-адъютант, действительный камергер и кавалер орденов Святого Александра Невского, Белого орла, Святого Станислава, Святой Анны и Полярной звезды; фаворит Екатерины II.

## Биография
Родился 8 (19) марта 1758 года в семье армейского капитана, смоленского дворянина Дмитрия Артемьевича Ланского (1712—1777) и его супруги Ульяны Яковлевны, урожд. Грибановой (1729—1792). У Александра было пятеро сестер (одна из них — от первого брака его отца) и младший брат. Получил домашнее воспитание. В конце 1770 года был записан в Конную гвардию.
В начале октября 1779 года был приближен ко двору, сделан флигель-адъютантом императрицы в чине полковника и действительным камергером; в 1783 году произведён в генерал-поручики и назначен шефом Кавалергардского полка; 1 февраля 1784 года пожалован генерал-адъютантом.
Находясь при дворе, серьёзно занялся своим образованием, заинтересовался искусствами. В 1781—1782 годах книготорговец И. Вейтбрехт по заказу Екатерины II выписал для Ланского 2305 томов на 16 тысяч рублей. Ланской умел несколько сглаживать отношения императрицы к цесаревичу Павлу Петровичу. Государственными делами он не занимался, хотя не раз имел случай оказать влияние на императрицу; при нём приезжали в Россию Иосиф II, принц Фридрих Вильгельм Прусский, наследник Фридриха II, и, наконец, Густав III, на свидание с которым Ланской сопровождал Екатерину во Фридрихсгам. Каждый из них старался привлечь на свою сторону Ланского, но он держал себя очень сдержанно и своих взглядов не высказывал.

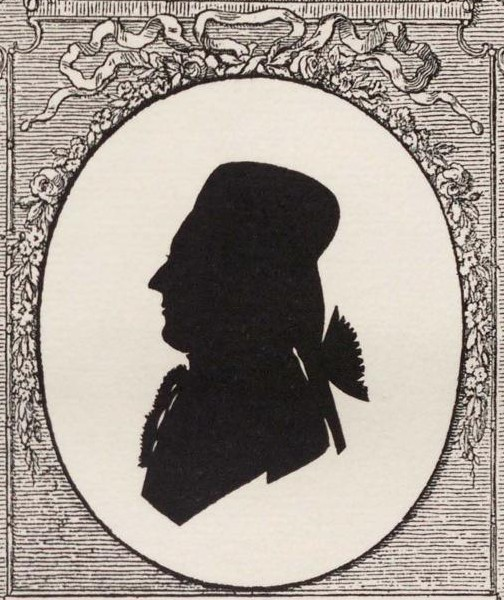
А. Д. Ланской, XVIII век

Вообще, Ланской обладал большим тактом. Он избегал придворных интриг; даже родные не имели к нему доступа. Значение Ланского при дворе было велико. Не отличаясь крепким здоровьем, Ланской часто хворал; в 1783 году он упал с лошади и сильно разбил себе грудь. Умер Ланской неожиданно — как раз когда Екатерина готовила ему графский титул, — после пятидневной болезни жабой и горячкой, в ночь с 24 на 25 июня.
Умер 25 июня (6 июля) 1784 года. Был погребён в мавзолее (архитектор Дж. Кваренги), впоследствии освящённом как церковь Казанской иконы Божией Матери, с которой началось Казанское кладбище в Царском Селе. Скорбь императрицы была велика; она с сестрой Ланского уехала в Петергоф и в это лето не возвращалась в Царское Село. Находившийся в Екатерининском парке аллегорический «Пьедестал мраморный в честь добродетели и заслуг» (1773, архитектор, предположительно, А. Ринальди) стал памятником Ланскому — на нём поместили рельефные изображения герба Ланских и мемориальной медали, отчеканенной в память о фаворите императрицы.
Е. Р. Дашкова пишет в своих мемуарах:
Любовник Ланской был холодно вежлив со мной; может быть, потому, что я со своей стороны не вызывала его на особое расположение. Впрочем, он оказывал мне обычное внимание, очевидно, под влиянием внушений самой императрицы. Когда граф Андрей Шувалов возвратился в Петербург, он сразу сделался нахлебником молодого любимца и не упускал ни одного случая излить на меня желчь своей злости.

## Семья
Сестры:
- Елизавета Дмитриевна Ланская (1755—1822). После смерти брата ей достался петербургский дом и его картинная галерея.  Её муж — И.И.Кушелев
- Евдокия Дмитриевна Ланская (1757—1816). Замужем за светлейшим князем И.Л.Чернышёвым, мать А. И. Чернышева
- Варвара Дмитриевна Ланская (1759—1817, в замуж. Мацнева). Её сын — Михаил Николаевич Мацнев
- Анна Дмитриевна Ланская, в замуж. Рогозинская
- Екатерина Дмитриевна Ланская. Её муж — Михаил Никитич Брылкин, псковский вице-губернатор, губернский предводитель дворянства. Один из их сыновей — Дмитрий Михайлович Брылкин, полковник, участник Отечественной войны 1812 года[5].

Брат —  Яков Дмитриевич Ланской 1768-1820 (г.р.1764). Вышел в отставку полковником, был дважды женат: первым браком — на Анастасии Васильевне Грушецкой, которая умерла после родов сына Дмитрия, а вторым браком — на Прасковье Николаевне Лачиновой, урождённой княжне Долгоруковой. Его сын, Дмитрий Яковлевич Ланской (1800—1820) был убит на дуэли Иваном Анненковым.  Дочери от второго брака: Варвара Яковлевна Ланская, была замужем за генералом от инфантерии П.С.Кайсаровым, Елизавета Яковлевна Ланская — замужем за Константином Петровичем Сухтеленом (1790—1858), генерал-майором, участником Русско-турецкой войны 1828-1829 годов.
Якову Дмитриевичу Ланскому после смерти брата в числе прочего досталось в наследство село Посадниково. В свое время А.Д.Ланской начал в селе строительство храма Николая Чудотворца, повторявшего своим обликом Чесменскую церковь. Никольская церковь в Посадниково была освящена уже после смерти Александра Ланского, в 1788 году.

## Образ в кино
- «Адмирал Ушаков» (1953) — актёр Вячеслав Гостинский.
- «Екатерина. Фавориты» (2023) — актёр Сергей Новосад